# ديفيد إي. سكينر الثاني
ديفيد إي. سكينر الثاني (بالإنجليزية: David E. Skinner II)‏ هو شخصية أعمال أمريكي، ولد في 1920، وتوفي في 1988.